# Плёцки
Плёцки (нем. Plötzky) — община в Германии, в земле Саксония-Анхальт. 
Входит в состав района Зальцланд. Подчиняется управлению Шёнебек (Эльбе).  Население составляет 1078 человек (на 31 декабря 2006 года). Занимает площадь 14,33 км².